# 米格-29M战斗机
MiG-29M戰鬥機（俄语：Микоян МиГ-33；北約代號：支点-E），為MiG-29的基改良型，原稱MiG-33，為蘇聯時期米高揚設計局於1980年代中期研製。

## 型號

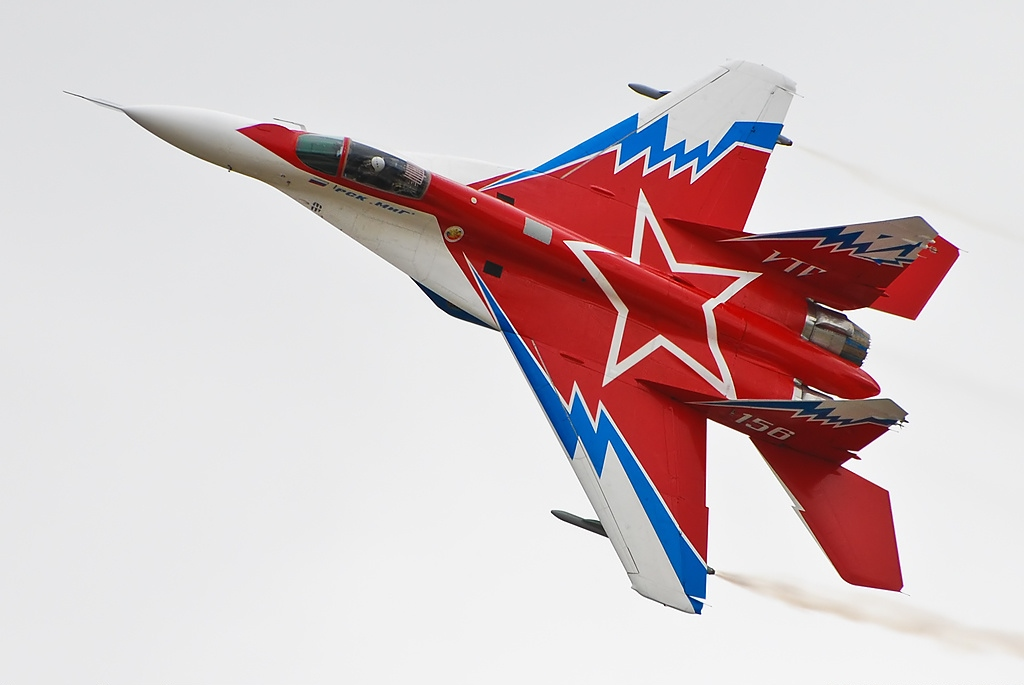
MiG-29OVT

- MiG-29M：Product 9.15，重新設計了結構機身，增加機內油箱，以線傳飛控置換機械式操縱裝置，換裝RD-33K引擎，載重增大。
- MiG-29UBM：Product 9.61，双座版MiG-29M。
- MiG-29OVT：一架向量噴嘴的MiG-29M。
- MiG-29M1：单座版MiG-29M2。
- MiG-29M2：Product 9.67，雙座多用途戰鬥機。

## 使用國
- 阿尔及利亚
  - 阿爾及利亞空軍：2021年訂購14架MiG-29M/M2。
- 埃及
  - 埃及空軍：2015年訂購46架MiG-29M/M2，首批于2017年交付。

## 規格

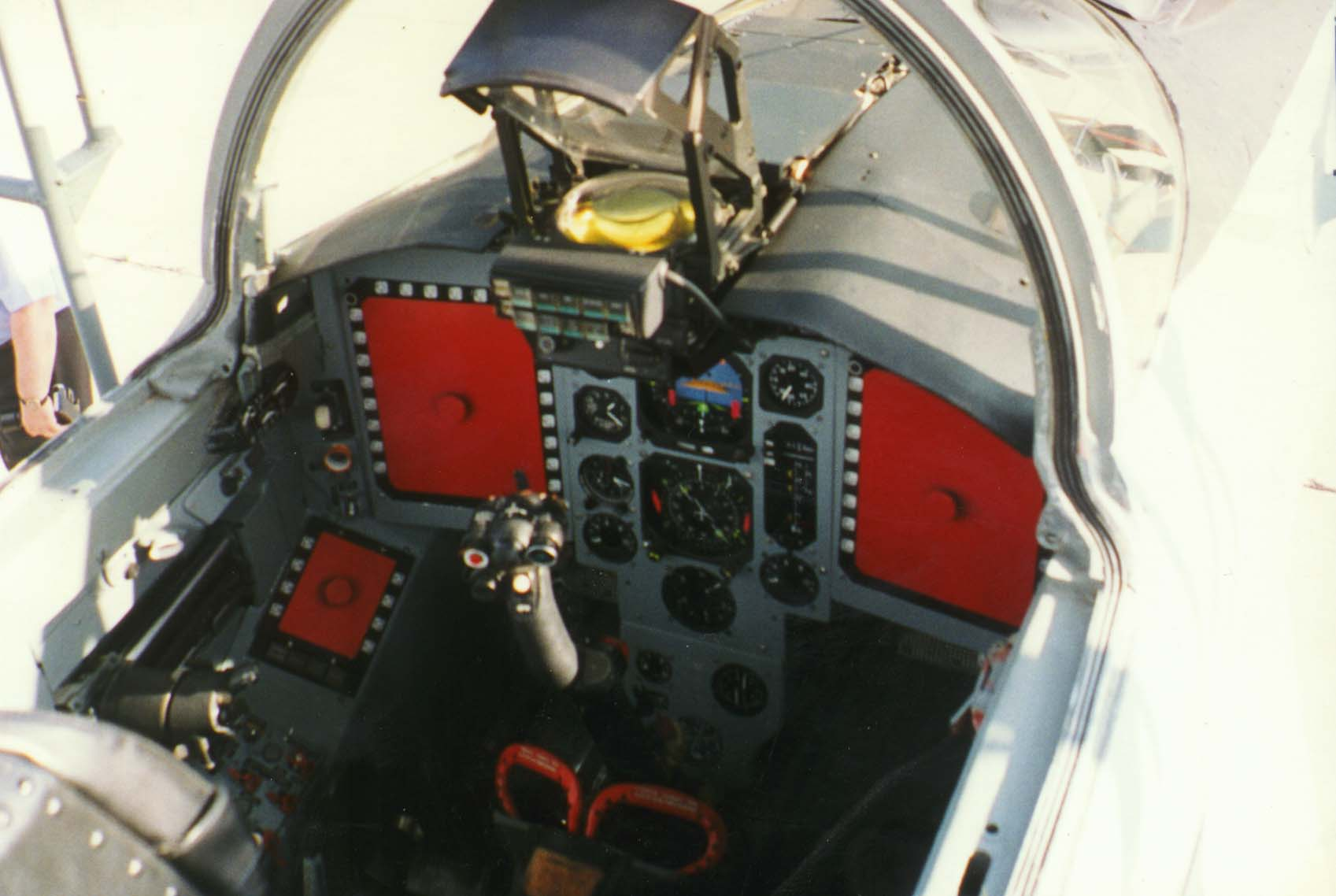
MiG-29M的坐艙，攝於1997年莫斯科航展。

参考资料：MiG-29M data, Warfare.ru, GlobalSecurity.org
基本信息
- 机组：1或2

性能
- 推重比：1.02
- Maximum g-load: +9.0 g

武器

- 1 × 30 mm GSh-30-1機炮和150發彈藥
- 9 under wing, weapons hardpoints plus a centerline hardpoint for up to 5,500 kg (12,125 lb) of external fuel and ordnance
- 空對空飛彈：8發R-73E、8發R-77 (RVV-AE)、4發R-27
- Air-surface missiles: 4 × Kh-29T(TE)、 4 × Kh-31A、4 × Kh-31P、SS-N-25EE
- Guided bombs: 4 × KAB-500Kr
- Unguided bombs: 4 × FAB-500
- Cluster bombs: 4 × RBK-250, 4 × RBK-500, 4 × RBK-750
- 空用火箭：4 × S-8航空火箭彈 pod, 6 × S-25航空火箭彈s

航電

- 魯格雷達

## 資料來源
1. ↑  MiG-29M2 product page （页面存档备份，存于）. MiG
2. ↑  MIG-29/MIG-35 Fulcrum Counter-Air Fighter （页面存档备份，存于）. Warfare.ru
3. ↑  MiG-33 page （页面存档备份，存于）. GlobalSecurity.org.

## 外部連結
- MiG-29M/M2 and MiG-29SMT, upgraded MiG-29UB pages on the official Russian Aircraft Corporation MiG site
- MiG-29M/M2 on globalsecurity.org （页面存档备份，存于）